# Кьеркегор, Сёрен
Сёрен О́бье Кьеркего́р (дат. Søren Aabye Kierkegaard (датский: [ˈsœːɐ̯n̩ ˈɔˀˌpy ˈkʰiɐ̯kəˌkɒˀ] (слушать)о файле); 5 мая 1813, Копенгаген, Датско-норвежская уния — 11 ноября 1855, Копенгаген, королевство Дания) — датский философ, лютеранский теолог, поэт и религиозный писатель, которого многие считают первым философом-экзистенциалистом. К середине XX века его мысли оказали существенное влияние на философию, теологию и западную культуру.
Сам Кьеркегор никогда и нигде не называл себя экзистенциалистом: он считал себя частным мыслителем. Кьеркегор писал критические тексты об институциализированной религии, христианском мире, морали, этике, психологии и философии религии, проявляя пристрастие к метафорам, иронии и притчам. Большая часть его философских работ посвящена вопросам того, как человек живёт как «единичный индивид», отдавая предпочтение конкретной человеческой реальности над абстрактным мышлением и подчёркивая важность личного выбора и приверженности. Он был против литературных критиков, определявших интеллектуалов-идеалистов и философов своего времени, и считал, что Сведенборг, Гегель, Фихте, Шеллинг, Шлегель и Ханс Кристиан Андерсен были слишком быстро «поняты учёными».
В богословском творчестве Кьеркегора основное внимание уделяется христианской этике, институту Церкви, различиям между чисто объективными доказательствами христианства, бесконечному качественному различию между человеком и Богом, субъективному отношению личности к Богочеловеку Иисусу Христу, которое пришло через веру. Большая часть его работ посвящена христианской любви. Он крайне критически относился к доктрине и практике христианства как государственной религии, такой как Датская церковь. Его психологические работы исследовали эмоции и чувства людей, когда они сталкиваются с жизненным выбором.
Ранние работы Кьеркегора были написаны под разными псевдонимами, чтобы представить различные точки зрения, которые взаимодействуют в сложном диалоге. Он исследовал особенно сложные проблемы с разных точек зрения, каждую под своим псевдонимом. Он написал множество «Поучительных бесед» под своим именем и посвятил их «одному человеку», который, возможно, захочет открыть для себя смысл его работ. В частности, он писал: «Наука и учёность хотят научить, что стать объективным — это необходимый путь. Христианство учит, что нужно стать субъективным, стать субъектом». Хотя учёные могут узнать о мире путём наблюдения, Кьеркегор категорически отрицал, что только наблюдение может раскрыть внутреннюю работу мира духа.
Некоторые из ключевых идей Кьеркегора включают концепцию «субъективных и объективных истин», рыцаря веры, дихотомии воспоминания и повторения, тревоги, бесконечного качественного различия, веры как страсти и трёх этапов жизненного пути. Кьеркегор писал на датском языке, и первоначально его работы были восприняты только в Скандинавии, но на рубеже XX века его произведения были переведены на французский, немецкий и другие основные европейские языки.

## Биография

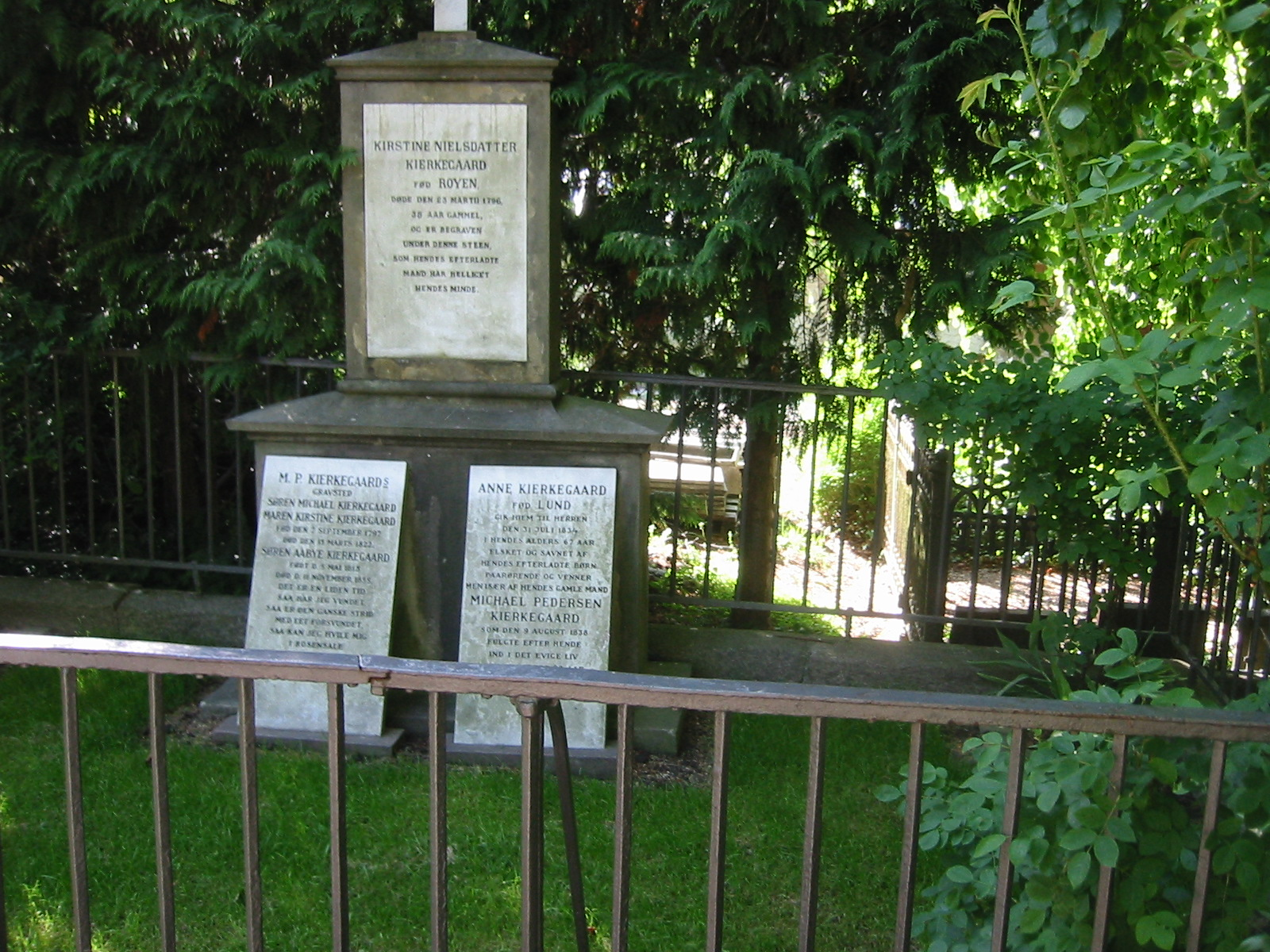
Могила Сёрена Кьеркегора

### Ранние годы и начало карьеры
Сёрен Обю Кьеркегор родился 5 мая 1813 года в Копенгагене в семье состоятельного купца (бывшего крестьянина) Микаэля Педерсена Кьеркегора (1756—1838) и горничной Ане Сёренсдаттер Лунд Кьеркегор (1768—1834), Кьеркегор был младшим из семи детей в семье, среди его братьев и сестёр был богослов, политический деятель и епископ епархии Ольборга Петер Кристиан Кьеркегор (1805—1888).
В юности Кьеркегор читал работы Людвига Хольберга, произведения Иоганна Георга Гаманна, Готхольда Эфраима Лессинга, Эдварда Юнга и Платона. Фигура Сократа, с которой Кьеркегор встречается в диалогах Платона, оказала феноменальное влияние на более поздний интерес философа к иронии, а также на его частое использование косвенного общения.
С 1821 по 1830 год Кьеркегор посещал Школу гражданской добродетели, гимназию Остре Боргердида, когда школа была расположена в Кларебодеме, где он изучал латынь и историю среди других предметов. Во время пребывания там его описывали как «очень консервативного».
Окончил теологический факультет Копенгагенского университета в 1840 году. Степень магистра получил в 1841 году, защитив диссертацию «О понятии иронии, с постоянным обращением к Сократу», посвящённую концепциям иронии у древнегреческих авторов и романтиков. Есть сведения, что во время учёбы, он часто вступал в ссоры с сокурсниками и неоднозначно относился к своим преподавателям.

### Отношения с Региной Ольсен
Важным аспектом жизни Кьеркегора, который, очевидно, оказал большое влияние на его творчество, была его разорванная помолвка с Региной Ольсен (1822—1904). Кьеркегор и Ольсен встретились 8 мая 1837, и сразу полюбили друг друга, но примерно к 11 августа 1838 года Кьеркегор изменил свои намерения. В своих дневниках он идеалистически писал о своей любви к Ольсен.
8 сентября 1840 года Кьеркегор официально сделал предложение Регине. Вскоре он разочаровался в своих перспективах. Он разорвал помолвку 11 августа 1841 г., хотя принято считать, что они были глубоко влюблены. В своих дневниках Кьеркегор вспоминает о том, что он верил в то, что его «меланхолия» сделала его непригодным для женитьбы, но его точный мотив расторжения помолвки остаётся неясным.
Регина очень болезненно восприняла эту новость и какое-то время надеялась, что Сёрен передумает.
После разрыва помолвки, вплоть до 1851 года, Кьеркегор много работал, тогда же он написал свои основные труды. Затем он оставил писательство вплоть до «церковной полемики» 1855 года, поскольку чувствовал, что сказал всё, что должен был сказать. Он начал вести жизнь, сокрытую в своём существе от людей; в своих работах при этом обращался к тонким психологическим феноменам. 13 мая 1839 года он писал: «У меня нет другого выхода, как предположить, что воля Божья состоит в том, чтобы я подготовился к экзамену, и что Ему приятнее, чтобы я сделал это, чем фактически прийти к какому-то более ясному восприятию, погрузившись в тот или иной вид исследования, потому что повиновение для него дороже бараньего жира».

### Активные годы творчества
Критиковал (особенно резко — в последние годы жизни и творчества) выхолащивание христианской жизни, стремление жить благополучно и удобно и при этом считать себя христианином. Смыслу христианской жизни посвящены его экзегетические работы — «Беседы» (Taler), а также работа «Введение в христианство» (1850), и последние его публикации в журнале «Мгновения».
Он был против гегелевской идеи посредничества и критиковал уже популярную тогда в академических кругах либеральную протестантскую теологию. Кьеркегор писал в 1844 году: «Если человек может быть уверен в Божьей благодати, не требуя временных доказательств как посредника или как распределения, выгодного для него как переводчика, тогда для него действительно очевидно, что Божья благодать самая славная».
Кьеркегор был убеждённым сторонником монархии и противником любой формы демократии: «Из всех разновидностей тирании народное правительство — тирания самая мучительная, самая бездуховная, являющая непосредственный упадок всего великого и возвышенного… Народное правительство — это воистину портрет преисподней». Свои политические взгляды Кьеркегор изложил в «Объяснении с читателем» в «Заключительном ненаучном послесловии к „Философским крохам“».

### Последние годы жизни
Церковь Дании критиковала Кьеркегора за, по их мнению, излишнее свободолюбие, в ответ он тоже критиковал датскую церковь за несоответствие между их словами и делами. Несмотря на это, Кьеркегора описывали как «глубокого лютеранина».
2 октября 1855 года Кьеркегор потерял сознание на улице. Он пробыл в больнице больше месяца.
Скончался на сорок третьем году жизни 11 ноября 1855 года в Копенгагене от туберкулёза позвоночника. Профессор Кааре Вайсман и философ Йенс Стаубранд предположили, что Кьеркегор умер от болезни Потта, особой формы туберкулёза.

## Основные идеи

### Основоположник экзистенциализма
Будучи основоположником религиозного экзистенциализма, Кьеркегор защищал в своих трудах «истинное христианство». Вёл активную полемику со спекулятивной философией и критиковал в своих работах Гегеля. В своём «Заключительном ненаучном послесловии к „Философским крохам“» Кьеркегор вводит понятие парадоксального-религиозного и утверждает, что прийти к Христу можно только через абсолютный парадокс, совершив «качественный прыжок». Бог — это экзистенциальное сообщение. Прийти к Богу невозможно с помощью разума, мышление бессильно объяснить и понять религиозную стадию существования человека. Философская позиция Кьеркегора — это абсолютная свобода личности, свобода выбора. Кьеркегор считает, что на пути к Богу человек проходит три стадии существования: эстетическую, когда человек живёт лишь переживаниями отдельных моментов; этическую, когда он живёт заботой о будущем, исходя из взятой на себя ответственности за прошлое; и религиозную, когда живёт ощущением вечности. Кьеркегор утверждает, что философия начинается не с удивления, а отчаяния. Именно поэтому «отчаяние — категория духовная». Кьеркегор утверждает, что человек — это синтез души и тела, синтез временного и вечного, но в основе этого синтеза положен дух. Карл Ясперс в «Общей психопатологии» пишет о том, что Фрейд описал природу животных инстинктов человека, а Кьеркегор вернул человеку духовное измерение жизни.

С самого начала он [Киркегор] ощущал себя исключением. Рассматривая его в свете тех трёх сфер, чьё единство образует человека, созданного, по словам псалмопевца, одновременно ужасным и чудесным: телесной, душевной и духовной, — мне остаётся лишь подтвердить, что каждый, кто хоть немного знает Киркегора, при некотором размышлении непременно придёт к весьма любопытной констатации, что Киркегор аномально принадлежал к сфере духа, что там, где большинство людей живут непосредственной жизнью — в душевном и в телесно-душевном, — он жил лишь как странник, не знающий обычаев этой страны; но в сфере духа, куда большинству людей доступ открыт весьма редко либо же они ещё только ищут туда вход, он был у себя дома с несомненной самоочевидностью.— Теодор Хеккер. «Христианство и культура», 1927

### Три сферы существования человека и Встреча с Богом
Кьеркегор считал, что Бог таинственным образом приходит к каждому человеку и человеческая вера должна преодолеть разум на пути встречи с Богом согласно трём сферам существования человека (а именно самой глубокой — религиозной), как Благодать Бога преодолевает страх и тревогу человека и даёт покой.
По мнению Кьеркегора, церковь не должна пытаться доказывать христианство или даже защищать его. Это должно помочь отдельному человеку совершить прыжок веры, веры в то, что Бог есть любовь и предлагает план для каждого отдельного человека.

### Рыцарь веры
См. подробнее Рыцарь веры
Кьеркегор выделил эпитет «рыцарь веры» как антипод «трагическому герою», который в конечном счёте не выходит из рамок этического, не преодолевает рациональное решения сдаться силой веры как Авраам и Иов. Такой трагический герой может вызвать сочувствие, или даже восхищение, но рыцарь веры находится в экзистенциальном одиночестве, потому что он не мог бы рационально объяснить свои действия — «его никто не может понять». Кьеркегор указывает, что, например, Авраам был поставлен в ситуацию, когда от него требовалось «верить силой абсурда», и он выдержал это испытание.

## Избранные работы
- 1841 — «О понятии иронии» (Om Begrebet Ironi med stadigt Hensyn til Socrates) (магистерская диссертация Кьеркегора)
- 1843 — «Или — или» (Enten-Eller; включает несколько частей, которые на русском языке часто издаются отдельно: «Диапсалмата» (в переводе Ганзена «Афоризмы эстетика») , «Несчастнейший» (есть перевод этой работы, выполненный Юргисом Балтрушайтисом), «Дневник обольстителя» (в переводе Ганзена) или «Дневник соблазнителя» (в переводе Натальи Исаевой), «Эстетическая значимость брака» и др. Полностью трактат впервые был переведён на русский язык Натальей и Сергеем Исаевыми.
- 1843 — «Две назидательные беседы»
- 1843 — «Страх и трепет» (Frygt og Bæven)
- 1843 — «Повторение» (Gjentagelsen)
- 1844 — «Философские крохи» (Philosophiske Smuler)
- 1844 — «Понятие страха» (Begrebet Angest)
- 1845 — «Стадии жизненного пути» (Stadier paa Livets Vei)
- 1846 — Заключительное ненаучное послесловие к «Философским крохам» (Afsluttende uvidenskabelig Efterskrift)
- 1847 — «Назидательные речи в различном духе» (Opbyggelige Taler i forskjellig Aand)
- 1847 — «Чему нас учат полевые лилии и птицы небесные»
- 1847 — «Дело любви» (Kjerlighedens Gjerninger)
- 1847 — «Два малых этико-религиозных трактата»
- 1848 — «Христианские речи» (Christelige Taler)
- 1848 — «Первосвященник» — «Мытарь» — «Грешница»
- 1849 — «Болезнь к смерти» (Sygdommen til Døden)
- 1849 — «Полевая лилия и птица небесная: Три благочестивые беседы» (Lilien paa Marken og Fuglen under Himlen)
- 1850 — «Введение в христианство» (Indøvelse i Christendom)

### «Или — или»
Трактат «Или — или» вышел в 1843 году. В качестве псевдонима выбрано имя Виктора Эремиты (в переводе на русский это значит «отшельник-победитель»). Этот труд принёс Кьеркегору широкую известность. Книга была переиздана в 1849 году. Второе издание этого трактата Кьеркегор подарил Хансу Кристиану Андерсену, с которым познакомился ещё в юности. Впервые полный перевод трактата осуществлён на русский язык Натальей и Сергеем Исаевыми. Именно в этой работе Кьеркегор описывает три стадии существования человека: эстетическую, этическую и религиозную. Трактат состоит из двух частей и завершается «Ультиматумом». В этот трактат вошли известные работы Кьеркегора: «Диапсалмата» (в первом переводе на русский язык Ганзена эта работа называется «Афоризмы эстетика»), «Несчастнейший» (есть альтернативный перевод Юргиса Балтрушайтиса), «Дневник соблазнителя» (в первом переводе Ганзена «Дневник обольстителя») «Эстетическая значимость брака», «Равновесие между эстетическим и этическим в развитии личности» (в переводе Ганзена «Гармоническое развитие в человеческой личности эстетических и этических начал»). Кьеркегор использует в этом трактате форму «косвенного сообщения», которая позволяет ему дистанцироваться от авторов, ведущих полемику на эстетические и этические темы. Для самого Кьеркегора высшей стадией развития человека является религиозная.

### «Стадии жизненного пути»
«Стадии жизненного пути» (дат. Stadier På Livets Vej) — философская работа Сёрена Кьеркегора, вышедшая 30 апреля 1845 года. Книга была написана как продолжение «Или — или». Этот фундаментальный труд Кьеркегора на русский язык до сих пор не переведён.

### «Страх и трепет»
В центре внимания автора трактата «Страх и трепет» — вопрос о вере в Бога и её возможности в современных условиях. В качестве основы мыслитель обращается к ветхозаветной повести об Аврааме и его любимом сыне Исааке (Быт. 22:1-19). Парадоксальную сущность веры Кьеркегор вскрывает через размышления по поводу чуда спасения Исаака и самоотверженности Авраама.
Если верить Кьеркегору, Авраам идёт узким путём Веры и готов принести в жертву Господу собственного сына, и Исаак покорно идёт за отцом, ибо превыше всего Моисеевы скрижали, и Исаак почитает отца своего и мать свою. И обретает вторую жизнь, ибо испытание Верой Авраам проходит достойно, и путь к Богу, которым идёт Авраам, оказывается единственным узким путём, и никакого иного не дано…Именно в этом трактате Сёрен Кьеркегор признаётся: «Пусть даже само безумие станет трясти у меня перед глазами шутовским нарядом, всем своим видом давая понять, что в него надлежит облачиться мне, я и тогда смогу спасти свою душу, если буду стремиться не столько к земному счастью, сколько к тому, чтобы во мне возобладала моя любовь к Богу». Отсюда берёт своё начало гуманистическая психология, экзистенциальная психология и психотерапия. Виктор Франкл, Ролло Мэй, Ирвин Ялом неоднократно цитируют в своих работах по психологии и психотерапии Сёрена Кьеркегора.
Трактат был опубликован в 1843 году под псевдонимом «Иоханнес де Силенцио» (Johannes de silentio).

### «Понятие страха»
«Понятие страха» («Begrebet Angest») опубликовано Кьеркегором в 1844 г. Это произведение подписано псевдонимом Вигилий Хауфниенсий (Vigilius Haufniensis), то есть «Копенгагенский сторож», или, точнее, «Неспящий в Копенгагене». В этом трактате впервые в теологический литературе подробно рассмотрена проблема чувственности, эротики и сексуальности с позиции христианской диалектики. Психологический очерк Кьеркегора «Понятие страха» целиком посвящён проблеме первородного греха., лежащего в основе страха-тревоги (Angest). Этот трактат посвящён Поулю Мартину Мёллеру, учителю Сёрена Кьеркегора, переводчику Аристотеля. В параграфе пятом первой главы трактата Кьеркегор пишет: «Страх — это определение грезящего духа, и в качестве такогового он принадлежит сфере психологии». Это произведение получило высокую оценку Карла Ясперса, Мартина Хайдеггера, и Ролло Мэя..

### «Болезнь к смерти»
«Болезнь к смерти» — религиозный трактат о диалектике отчаяния, о видах греха; исходной точкой для написания этой работы послужила Евангельская притча о воскрешении Лазаря. Книга написана в 1849 году под псевдонимом Анти-Климакус. Первое упоминание о ней встречается в дневниках Кьеркегора в 1847 году. В записях этого времени грех определяется преимущественно как отчаяние. Кьеркегор в этой работе утверждает, что грех противоположен не добродетельному поведению, а вере. В этом небольшом трактате Кьеркегор как психолог анализирует все формы отчаяния: уже в предисловии к книге он пишет: «Христианское изложение всегда должно напоминать советы врача у постели больного…» и, цитируя Евангелие от Иоанна (XI, 4): «Эта болезнь не к смерти», напоминает читателю притчу о воскрешении Лазаря", а в части I («Смертельная болезнь и отчаяние») в книге I «О том, что отчаяние — это смертельная болезнь») в главе I («Будучи болезнью духа, или Я, отчаяние может приобретать три образа: отчаявшийся, не сознающий своего Я (неистинное отчаяние), отчаявшийся, не желающий быть собою, и отчаявшийся, который желает быть таковым») Кьеркегор утверждает: «Человек есть дух» и во втором абзаце даёт определение духовному человеку: «Человек — это синтез бесконечного и конечного, временного и вечного, свободы и необходимости». По мнению Кьеркегора для христианина ничто не выступает смертельной болезнью". Кьеркегор считает, что Бог и человек это две природы, которых разделяет бесконечное различие качеств и утверждает"…прочти Шекспира — ты увидишь конфликты, которые заставят тебя вздрогнуть! Однако перед настоящими конфликтами религиозными — даже сам Шекспир, похоже, отшатнулся в страхе". Книга носит отчётливо религиозный характер. Этот небольшой трактат Кьеркегора часто упоминается Картом Ясперсом и известными психологами — представителями экзистенциальной психологии и психотерапии.
Заключительно ненаучное послесловие к «Философским крохам»
Книга была опубликована Кьеркегором 28 февраля 1846 года. «Философские крохи» вышли в свет в июне 1844 года. Имя, выбранное Кьеркегором в качестве псевдонима к этой книге, — Йоханнес Климакус (Iohannes Klimakus); так звали византийского монаха Иоанна Лествичника, христианского богослова и философа, игумена Синайского монастыря. В дневниковой записи Кьеркегор поясняет: «У Йоханнеса Климакуса и Анти-Климакуса много общего; различие же состоит в том, что если Йоханнес Климакус ставит себя столь низко, что даже утверждает, будто он не христианин, относительно Анти-Климакуса сразу же замечаешь, что он-то считает себя христианином в исключительно высокой степени… Я поставил бы себя самого выше, чем Йоханеес Климакус, но ниже, чем Анти-Климакус» (Pap. X A 517).
Исследователь творчества и переводчик книг Сёрена Кьеркегора на русский язык Наталья Исаева в аннотации к этой работе великого датского религиозного мыслителя пишет: «Трактат занимает центральное место в творчестве Кьеркегора, оказавшись по существу в точке схождения его псевдонимических работ и работ, подписанных собственным именем, в центре и сложнейшем конфликтном переплетении его эстетических, этических и религиозных представлений. Трактат задумывался автором как продолжение и смысловое завершение „Философских крох“, подписанных именем Йоханееса Климакуса. Стиль книги отличается исключительной подвижностью интонации, чисто художественными приёмами — метафичностью и ироничностью письма. Именно в этом трактате задолго до Карла Ясперса и Мартина Хайдеггера Кьеркегор вводит понятия „экзистенция“, „экзистенциальный“, „экзистировать“, „экзистирующий субъект“, „рефлексия-в-себе“, „рефлексия-в-другом“. Во второй части книги в третьей главе в параграфе первом „Что значит экзистировать: действительность“ он пишет: „Для экзистирующего индивида его экзистирование и составляет высший интерес, и сама его заинтересованность в экзистировании и составляет его действительность“. <…> Будучи экзистирующим индивидом, он менее всего способен абсолютно и твёрдо отстаивать необходимость снятия этого диалектического элемента (экзистенции), так как для этого требуется среда рассмотрения, отличная от экзистенции, ибо экзистенция и является этим самым диалектическим элементом». Защищая «истинное христианство», Кьеркегор постоянно полемизирует со спекулятивной философией и непосредственно с Гегелем и Шеллингом. С этой целью Кьеркегор вводит понятие «абсолютного парадокса», с помощью которого можно стать «истинным христианином», поскольку для самого датского философа «вера начинается как раз там, где прекращается мышление» («Страх и трепет»).
Назидательные беседы
Назидательные беседы Сёрен Кьеркегор неизменно подписывал собственным именем. Именно они рассчитаны на самый широкий круг читателей, поскольку в них датский религиозный мыслитель выступает в качестве проповедника идей христианства. На русский язык они переведены Алексеем Васильевичем Лызловым.

### Статьи
С конца 1846 г. Кьеркегор стал предметом насмешек и издевательств либерального сатирического журнала «Корсар», редактором которого был Мейр Арон Гольдшмидт.

Кьеркегор не публиковал никаких работ в течение почти четырёх лет и в 1854 г., в последний год жизни, вступил в полемику со своим профессором Х. Л. Мартенсеном, который во время похорон епископа Я. П. Мюнстера назвал покойного «свидетелем истины». 18 декабря 1854 г. в «Федреланнет» появилась статья Кьеркегора «Был ли епископ Мюнстер „свидетелем истины“, одним из „подлинных свидетелей истины“? И та ли это истина?», где он, в частности, писал: 
Свидетелем истины является личность, чья жизнь от начала до конца незнакома со всем, что именуется удовольствием <…> Свидетель истины — тот, кто в бедности свидетельствует правду, в бедности, в одиночестве презираем, ненавидим, отринут людьми, подвергаемый насмешкам, оскорблениям, презрительному осмеянию. Он настолько беден, что не каждый день у него есть еда, но зато каждый день он сыт преследованиями. Для него не существует улучшения, продвижения по службе, как раз наоборот, шаг за шагом происходит ухудшение жизни
 По мнению Кьеркегора, «подлинными свидетелями истины» являются христианские апостолы и евангелисты. Эту идею он развивал ранее во многих своих христианских беседах и в этико-религиозном трактате «О различии между гением и апостолом» (1847). Мартенсен не остался в долгу. Это было началом борьбы с церковью в 1855 году, когда Кьеркегор полемически и саркастически выступал против церкви и духовенства сначала в газетных статьях, а затем в собственной листовке «Ойебликкет». В разгаре этой борьбы 2 октября 1855 г. он потерял сознание прямо на улице, а через несколько недель болезни умер, заявив, что требовал только честности от духовенства.

## Кьеркегор и Россия
Первые переводы работ Кьеркегора на русский язык были сделаны Петром Ганзеном в конце XIX века. Однако вполне вероятно, что труды философа (по крайней мере, трактат «Или — Или») были известны в России гораздо раньше, возможно, ещё при жизни Кьеркегора. Согласно опубликованной гипотезе, отсылка к «Дневнику соблазнителя» содержится в романе И. А. Гончарова «Обломов».

## Написание имени
Наиболее употребительное написание фамилии философа на русском языке — Кьеркегор. У Бердяева встречается написание Киркегардт. В литературе также встречаются варианты: Керкегор, Кьёркегор и др.
С точки зрения Д. А. Лунгиной, наиболее близко к датскому произношению произношение фамилии как Кергегор, к немецкому — Киркегард; неоправданно сложному написанию Кьеркегор и немецко-датскому смешению Киркегор Д. А. Лунгина предпочитает адаптированное отчасти к графике, отчасти к русской традиции Керкегор.

## Издания сочинений
- Samlede værker, Bd 1—20. København, 1962—64.
- Papirer, Bd 1—16. København, 1968—78.

### На русском языке
- Кьеркегор, Сёрен. Или — или: Фрагмент из жизни: в 2 ч. / Пер. с дат., вступ, ст., коммент., примеч. Н. Исаевой и С. Исаева. — СПб.: Издательство Русской христианской гуманитарной академии; Амфора, 2011. — 823 с. — ISBN 978-5-367-02005-2.
- Или — или: Фрагмент из жизни / Пер. с дат. Н. Исаевой, С. Исаева. — М.: Академический проект, 2014. — 775 с. — (Философские технологии). — ISBN 978-5-8291-1611-8.
- Наслаждение и долг. — СПб., 1894; Киев, 1994; Ростов-на-Дону, 1998.
- Несчастнейший. — СПб., 1908; 1914; М., 2002.
- Несчастнейший // Сборник сочинений. — 3-е изд. — М.: Библейско-богословский институт св. апостола Андрея, 2007. — 368 с. — (Серия «Религиозные мыслители»). — ISBN 5-89647-062-2.
- Страх и трепет. — М., 1993, 1998.
- Дневник обольстителя. — Калуга, 1993; — М., 1999; — СПб.: Лимбус Пресс, 2000. — 224 с. — (Зелёная). — ISBN 5-8370-0206-5; — СПб., 2007; — СПб., 2011.
- Повторение. — М., 1997.
- Философские крохи, или Крупицы мудрости / Пер. Д. А. Лунгиной. — М.: Институт философии, теологии и истории св. Фомы, 2009. — 192 с. — ISBN 978-5-94242-048-2.
- Заключительное ненаучное послесловие к «Философским крохам» / Пер. с дат. Т. В. Щитцова. — Минск: И. П. Логвинов, 2005. — 752 с. — ISBN 985-6701-67-8. 
Др. издания: СПб., 2005. — 679 с. — ISBN 5-288-03760-4., М.: Академический проект, 2012. — 607 с. — (Философские технологии). — ISBN 978-5-8291-1406-0.
- Беседы. — М., 2009.
- Евангелие страданий. — М., 2011. — 304 с. — ISBN 978-5-900249-63-6.
- Болезнь к смерти. — М.: Акад. проект, 2012. — 157 с. — (Философские технологии). — 1000 экз. — ISBN 978-5-8291-1357-5.
- Понятие страха. — М.: Акад. проект, 2012. — 217 с. — (Философские технологии). — 1000 экз. — ISBN 978-5-8291-1344-5.
- Критика и кризис в жизни актрисы // Вопросы психологии. — 2011. — № 4. — С. 51—65. {Опубликована на датском в журнале «Отечество» (=Fædreland) как серия из четырёх газетных статей в выпусках от 24, 25, 26 и 27 июля 1984 года}.
- Девять бесед 1843 года / Пер. А. В. Лызлова. — М., 2016. — 324 с. — 600 экз. — ISBN 978-5-9907589-1-9.
- Беседы и размышления / Пер. А. В. Лызлова. — М.: Рипол-классик, 2018. — 512 с. — (Philo-Sophia). — ISBN 978-5-386-10661-4.